# Асимптотическая плотность
В теории чисел асимптотическая плотность — это одна из
характеристик, помогающих оценить, насколько велико подмножество множества натуральных чисел {\displaystyle \mathbb {N} }.
Интуитивно мы ощущаем, что нечётных чисел «больше», чем квадратов; однако множество нечётных чисел в действительности не «больше» множества квадратов: оба множества бесконечны и счётны, и, таким образом, могут быть приведены в соответствие «один к одному» друг с другом. Очевидно, чтобы формализовать наше интуитивное понятие, нам нужен лучший способ.
Если мы случайным образом выберем число из множества {\displaystyle \{1,2,\ldots ,n\}}, то вероятность того, что оно принадлежит A, будет равна отношению количества элементов множества {\displaystyle A\cap \{1,2,\ldots ,n\}} к числу n. Если эта вероятность стремится к некоторому пределу при стремлении n к бесконечности, этот предел называют асимптотической плотностью A. Мы видим, что это понятие может рассматриваться как вероятность выбора числа из множества A. Действительно, асимптотическая плотность (также, как и некоторые другие виды плотности) изучается в вероятностной теории чисел (англ. Probabilistic number theory).
Асимптотическая плотность отличается, например, от плотности последовательности. Отрицательной стороной такого подхода является то, что асимптотическая плотность определена не для всех подмножеств {\displaystyle \mathbb {N} }.

## Определение
Подмножество {\displaystyle A} положительных  чисел имеет асимптотическую плотность {\displaystyle \alpha }, где  {\displaystyle 0\leqslant \alpha \leqslant 1}, если предел отношения числа элементов {\displaystyle A}, не превосходящих {\displaystyle n}, к {\displaystyle n} при {\displaystyle n\to \infty } существует и равен {\displaystyle \alpha }.
Более строго, если мы определим для любого натурального числа {\displaystyle n} подсчитывающую функцию {\displaystyle a(n)} как число элементов {\displaystyle A}, не превосходящих {\displaystyle n}, то равенство асимптотической плотности множества {\displaystyle A} числу {\displaystyle \alpha } в точности означает, что
{\displaystyle \lim \limits _{n\to +\infty }{\frac {a(n)}{n}}=\alpha }.

### Верхняя и нижняя асимптотическая плотности
Пусть {\displaystyle A} — подмножество множества натуральных чисел {\displaystyle \mathbb {N} =\{1,2,\ldots \}.} Для любого {\displaystyle n\in \mathbb {N} } положим {\displaystyle A(n)=\{1,2,\ldots ,n\}\cap A} и {\displaystyle a(n)=|A(n)|}.
Определим верхнюю асимптотическую плотность {\displaystyle {\overline {d}}(A)} множества {\displaystyle A} как
{\displaystyle {\overline {d}}(A)=\limsup _{n\rightarrow \infty }{\frac {a(n)}{n}}}
где lim sup — частичный предел последовательности. {\displaystyle {\overline {d}}(A)} также известно как верхняя плотность {\displaystyle A.}
Аналогично определим {\displaystyle {\underline {d}}(A)}, нижнюю асимптотическую плотность {\displaystyle A} как
{\displaystyle {\underline {d}}(A)=\liminf _{n\rightarrow \infty }{\frac {a(n)}{n}}}
Будем говорить, {\displaystyle A} имеет асимптотическую плотность {\displaystyle d(A)}, если {\displaystyle {\underline {d}}(A)={\overline {d}}(A)}. В данном случае будем полагать {\displaystyle d(A)={\overline {d}}(A).}
Данное определение можно переформулировать:
{\displaystyle d(A)=\lim _{n\rightarrow \infty }{\frac {a(n)}{n}}}
если предел существует и конечен.
Несколько более слабое понятие плотности = верхняя плотность Банаха; возьмем {\displaystyle A\subseteq \mathbb {N} }, определим {\displaystyle d^{*}(A)} как
{\displaystyle d^{*}(A)=\limsup _{N-M\rightarrow \infty }{\frac {|A\bigcap \{M,M+1,...,N\}|}{N-M+1}}}
Если мы запишем подмножество {\displaystyle \mathbb {N} } как возрастающую последовательность
{\displaystyle A=\{a_{1}<a_{2}<\ldots <a_{n}<\ldots ;n\in \mathbb {N} \}}
то
{\displaystyle {\underline {d}}(A)=\liminf _{n\rightarrow \infty }{\frac {n}{a_{n}}},}
{\displaystyle {\overline {d}}(A)=\limsup _{n\rightarrow \infty }{\frac {n}{a_{n}}}}
и
{\displaystyle d(A)=\lim _{n\rightarrow \infty }{\frac {n}{a_{n}}}}
если предел существует.

## Примеры
- Очевидно, d({\displaystyle \mathbb {N} }) = 1.

- Если для некоторого множества A существует d(A), то для его дополнения имеем d(Ac) = 1 — d(A).

- Для любого конечного множества положительных чисел F имеем d(F) = 0.

- Если {\displaystyle A=\{n^{2};n\in \mathbb {N} \}} — множество всех квадратов, то d(A) = 0.

- Если {\displaystyle A=\{2n;n\in \mathbb {N} \}} — множество всех четных чисел, тогда d(A) = ½. Аналогично, для любой арифметической прогрессии {\displaystyle A=\{an+b;n\in \mathbb {N} \}} получаем d(A) = 1/a.

- Для множества P всех простых чисел мы получаем d(P) = 0 (см. Теорема о распределении простых чисел).

- Множество всех бесквадратных чисел имеет плотность {\displaystyle {\tfrac {6}{\pi ^{2}}}}

- Плотность множества избыточных чисел находится между 0.2474 и 0.2480.

- Множество {\displaystyle A=\bigcup \limits _{n=0}^{\infty }\{2^{2n},\ldots ,2^{2n+1}-1\}} чисел, чьё двоичное представление содержит нечетное число цифр, — пример множества, не обладающего асимптотической плотностью, так как верхняя плотность равна

{\displaystyle {\overline {d}}(A)=\lim _{m\rightarrow \infty }{\frac {1+2^{2}+\cdots +2^{2m}}{2^{2m+1}-1}}=\lim _{m\rightarrow \infty }{\frac {2^{2m+2}-1}{3(2^{2m+1}-1)}}={\frac {2}{3}}\,,}
в то время, как нижняя
{\displaystyle {\underline {d}}(A)=\lim _{m\rightarrow \infty }{\frac {1+2^{2}+\cdots +2^{2m}}{2^{2m+2}-1}}=\lim _{m\rightarrow \infty }{\frac {2^{2m+2}-1}{3(2^{2m+2}-1)}}={\frac {1}{3}}\,.}